# Frederik Willem van Württemberg

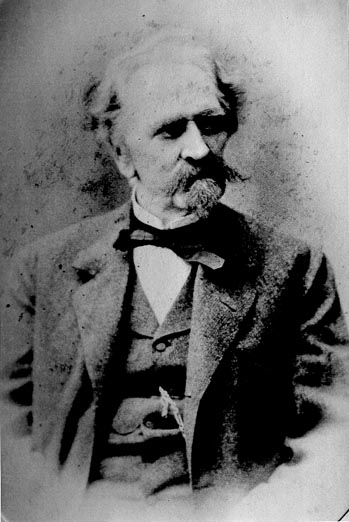
Frederik Willem van Württemberg

Frederik Willem Alexander van Württemberg (Riga, 20 december 1802 – Bayreuth, 28 oktober 1881), hertog van Württemberg, was een zoon van hertog Alexander Frederik van Württemberg en prinses Antoinette van Saksen-Coburg-Saalfeld, zuster van koning Leopold I van België. 
Zijn vader was de zoon van Frederik Eugenius van Württemberg en dus de jongere broer van Frederik I van Württemberg, en zijn moeder was de dochter van hertog Frans van Saksen-Coburg-Saalfeld.
Door toedoen van deze oom Leopold trad Frederik Willem op 17 oktober 1837 te Versailles in het huwelijk met prinses Marie Christiane van Orléans, de tweede dochter van koning Lodewijk Filips van Frankrijk. Zijn echtgenote overleed al in 1839. Voordien was uit dit huwelijk echter één zoon geboren: Filips van Württemberg (1838-1917). Deze Filips trouwde met aartshertogin Maria Theresia van Oostenrijk, de dochter van aartshertog Albrecht van Oostenrijk-Teschen.